# جهانی از هیچ
جهانی از هیچ: چرا به جای اینکه چیزی نباشد چیزی هست (به انگلیسی: A Universe from Nothing: Why There is Something Rather Than Nothing) کتابی نوشته فیزیکدان لاورنس کراوس، و با مقدمه ای از ریچارد داوکینز در آغاز کتاب است. کریستوفر هیچنز پیش از مرگ قول نوشتن مقدمه‌ای برای کتاب را به کراوس داده بود که به علت بیماری قادر به اتمامش نشد.
در نوشتن این کتاب، کراوس از سخنرانی پربازدیدش که درباره پیامدهای انبساط جهان برای بنیاد ریچارد داوکینز در کنفرانس اتحاد جهانی بیخدا در سال ۲۰۰۹ انجام داده بود استفاده کرده‌است. این کتاب در ۲۹ ژانویه در فهرست پرفروش نیویورک تایمز قرار گرفت.
این کتاب به چرایی اینکه هستی از نیستی بوجود می‌آید و نوسانات کوانتومی خلا میپردازد و اینکه زیبایی کیهان میتواند تنها از همین نوسانات کوانتومی خلا بوجود بیاید 